# Hệ thống Giáo dục của Giáo hội
Hệ thống Giáo dục (tiếng Anh: Church Educational System, viết tắt CES) của Giáo hội các Thánh hữu Ngày sau của Chúa Giê Su Ky Tô có một số học viện tôn giáo nhằm cung cấp những lớp học giáo lý cho các em học sinh bậc tiểu học, trung học cơ sở, phổ thông trung học và các sinh viên đại học. Trong niên khóa 2003-2004, đã có hơn 1,2 triệu học viên trên toàn 135 quốc gia ghi danh vào những chương trình học tập thuộc Hệ thống Giáo dục của Giáo hội các Thánh hữu Ngày sau của Chúa Giê Su Ky Tô.

## Hệ thống Giáo dục

### Lớp giáo lý
Những chương trình giảng dạy giáo lý cho các em bậc trung học tuổi từ 14-18 được gọi là những lớp giáo lý. Các lớp học này thường được bắt đầu vào mỗi buổi sáng sớm hoặc tùy theo từng vùng các em đang sinh sống. Đại đa số các giảng viên của những lớp học giáo lý này là những công nhân có việc làm toàn thời gian, họ tình nguyện phục vụ công việc giảng dạy này.
Hệ thống giáo dục của Giáo hội này cung cấp cho các em học sinh các bài học từ những quyển thánh thư, bao gồm Kinh Cựu Ước, Kinh Tân Ước, Sách Mặc Môn, Giáo Lý và Giao Ước. Vì có bốn khóa học nên mỗi khóa học này sẽ kéo dài một năm. Các em sẽ được giảng dạy như sau:
- Niên học 2007-2008: Kinh Cượu Ước
- Niên học 2008-2009: Kinh Tân Ước
- Niên học 2009-2010: Sách Mặc Môn
- Niên học 2010-2011: Giáo Lý và Giao Ước

### Học viện Giáo lý Tôn giáo
Hệ thống giáo dục này cung cấp các lớp học giáo lý cho những sinh viên và thanh niên sau trung học, có độ tuổi từ 18-30. Có hơn 150.000 sinh viên ghi danh vào những lớp học này tại 500 địa điểm trên toàn thế giới. Nhiều trường cao đẳng và đại học tại Hoa Kỳ dành riêng những phòng học giảng dạy giáo lý hoặc khuyến khích các sinh viên tham dự các lớp học tại những trung tâm gần ngôi trường đó. Các sinh viên tham dự các lớp học này đều nhận được điểm tiêu chuẩn của các trường cao đẳng và đại học.
Những học viện giáo lý tôn giáo này được thành lập để giảng dạy cho các thanh niên về giáo lý, các nguyên tắc phúc âm từ Giáo hội các Thánh hữu Ngày sau của Chúa Giê Su Ky Tô, kỹ năng sống, giúp đỡ những người chung quanh, kiến thức xã hội, nơi để làm quen với những người bạn mới và hướng nghiệp.

## Các trường cao đẳng và đại học do Giáo hội thành lập
- Đại học Brigham Young, Provo, Utah
- Đại học Brigham Young–Hawaii, Lā'ie, Hawaii
- Đại học Brigham Young–Idaho, Rexburg, Idaho
- LDS Business College, Thành phố Salt Lake, Utah